# Просвещение
Вижте пояснителната страница за други значения на Просвещение.
Просвещението (на английски: Enlightenment; на френски: Siècle des Lumières; на немски: Aufklärung) е интелектуално и философско движение в Европа през XVII и XVIII век. Епохата е известна също като „век на разума“ или „век на философите“. Многобройните учени и мислители нямат обща и стройна система от идеи, повечето не се познават или си противоречат. Това е логично, като се има предвид, че са „разпръснати от плантациите по източните брегове на Северна Америка до повечето европейски столици“. Обединява ги само разумното и светско отношение към света, издигането в култ на човека и неговата мъдрост и съзнанието, че е нужна промяна на обществения ред. Просвещението наследява научната революция от ХVІІ столетие и ражда една от основните политически идеологии на по-късните епохи – либерализма.

## Същност и идеи
В същността си Просвещението е движение на зараждащата се буржоазия и е насочено против опорите на своята епоха – феодалните отношения, абсолютизма и религията. Просветителите работят със съзнанието, че слагат край на мрачното Средновековие, като дават светлина на останалата част от населението. Ето защо те наричат своето време „светлина“, „осветяване“, какъвто е точният превод от френски, английски и немски език. Името си пробива път през втората половина на ХVІІІ в. и се налага окончателно чрез статията на Имануел Кант „Що е това Просвещението?“ от 1784 г. Обща е вярата, че разумът ще помогне за по-доброто подреждане на обществото. Както всяко нещо в природата има разумно обяснение, така и същият подход би следвало да се приложи по отношение на хората. „Аз вярвах, пише френският философ Клод Хелвециус, че отношенията между хората са като останалите науки; че могат да се анализират като физически явления.“ Просветителите са оптимисти, те вярват в историческия прогрес.

### Икономически възгледи
Главният принцип на просветителите относно икономиката се отнася до по-свободна търговия и за индустрия по-малко ограничена от държавата. В известната си книга „За богатството на народите“ професорът от Глазгоу Адам Смит се противопоставя на практикувания до този момент меркантилизъм. Той отхвърля навигационните актове, митата, търговските монополи и регулирането на труда и манифактурното производство. Според него в основата на меркантилизма стои желанието на една нация да запази богатството си за сметка на останалите нации. Това може да бъде от полза, но не води до икономически ръст, тъй като другите нации прилагат същите мерки. Ето защо той стига до извода, че само изцяло свободната икономика, без държавни регулации, а ръководена от стопанската инициатива на членовете на обществото, може да осигури истинско богатство. Смит отрича достигналото до неговото време средновековно схващане, че суровините и стоките са ограничени по количество и вярва, че природата може да осигури всичко необходимо за икономическа експанзия. Това е неговата формулировка за безкрайните наличности, която се приема от повечето икономисти и до днес.
Концепцията на Смит е развита впоследствие от друг шотландец – Дейвид Хюм. Той добавя теорията за инфлацията и друга важна идея – за правото на собственост. С това Хюм става автор на първия истински икономически модел. В същото време френски икономисти като Франсоа Кене разсъждават по друг начин. За тях няма по-пълноценен източник на богатство от земята. Те не вярват достатъчно в ползата от търговията, но също отхвърлят намесата на държавата. Те формулират главния принцип на свободната икономика „Laissez faire, laissez passer“ и по този начин създават най-значимата икономическа школа на Просвещението – физиокрацията.

### Политически идеи
В книгата си „Два трактата за управлението“ англичанинът Джон Лок формулира първата важна идея на епохата – че божествените права на владетелите са неприемливи. Той смята, че източник на върховната власт са всички човешки създания в държавата, което произтича от природните закони. Въвежда понятието „политически договор“ – споразумение между народа, монарха и законодателната власт, че с дадената им власт управляващите трябва да се грижат най-вече за защита на законните и неотменими права на гражданите. Тази власт не е абсолютна и вечна, а само дотолкова и дотогава, че да се постигне дадената цел. Така Лок поставя основни конституционни принципи, възприети възторжено от дейците на Американската революция. Негов продължител става Шарл дьо Монтескьо във Франция. В „За духа на законите“ той изтъква, че съдейки от опита на минали и съвременни държави, не може да се определят универсални политически правила, че няма идеално държавно устройство. Дали формата на управление ще бъде монархия или република зависи от големината на политическата единица, а постигането на идеалния модел може да стане чрез умелото съчетаване на това, което различните държави са постигнали. За Франция например Монтескьо приема, че монархията е удачна, но не абсолютна, а ограничена от различни представителни институции. Към това отделните общности трябва да имат гарантирани специални права и самоуправление. Друго е положението във Великобритания и от нея философът заимства най-прочутата си формула – че властите в държавата трябва да са разделени и да се контролират взаимно.
Значително по-объркани и неясни са идеите на Франсоа Мари Аруе, известен като Волтер. Той се колебае дали народът може и трябва сам да управлява и затова се спира на идеята за просветения абсолютен монарх, кралят философ, който ще действа като народен слуга, но разполагайки с пълната власт (което се реализира като Просветен абсолютизъм). Що се отнася до Жан-Жак Русо, в „Общественият договор“ (1762) той отстоява, че всяко общество трябва да има писан или неписан обществен договор, който да определя правата и задълженията на всеки индивид и особено на управляващите. Той ще ограничи свободата, но ще осигури равенство – не социално, а политическо. Общественият договор ще изразява общата воля, а тя може да се установи най-добре чрез референдуми – в този смисъл Русо е ожесточен привърженик на пряката демокрация. Той разбира, че тя е трудно осъществима в големите държави, затова смята, че идеалните политически единици, които могат да осигурят щастие на хората, са градовете държави, както родната му Женева.
По-късно Кант въвежда друго ключово и до днес понятие – „правова държава“, което означава свободен достъп на всички членове на обществото до управлението, ограничена сила на държавата, което да предотврати нейния произвол. Само след установяването на този принцип може да се премине към либерална демокрация. Кант прави тези изводи след въвеждането на конституциите в САЩ и Франция в края на ХVІІІ в.

### Отношение към религията и църквата
В действителност повечето просветители не са против религията по принцип, а срещу религиозния фанатизъм, суеверията и предразсъдъците, свързани с нея. Това, което ги ужасява, е изконният принцип на християнството „вярвай без да мислиш“. Затова те приемат и доразвиват принципите на Рене Декарт, че човекът трябва да се съмнява във всичко и да го приема, едва когато го е обмислил. Те отричат средновековната схоластика и се опират на чисто научни аргументи, за да формулират идеите си. Явно негативно отношение към Църквата се вижда главно при френските философи. Волтер например е неин ожесточен противник, тъй като вярва, че фанатизмът е най-омразното човешко качество. Той е против всякаква намеса на църковни дейци в управлението и обществения живот и е първият, който иска светска държава. Той е автор на известния вик „Смажете гадината!“, имайки предвид тъкмо религиозния фанатизъм. След него Пол-Анри Холбах става първият значим обществен деец, който признава, че е атеист. Епохата на Просвещението привнася едно толерантно и разумно тълкувание на религията, наречено деизъм – за чиста вяра в Бог, без съсловие от духовници, без секти и без религиозни разделения.

### Възгледи относно човека
Първият философ, който формулира ясна концепция по този въпрос, е Джон Лок. Според него човекът се ражда с чисто съзнание и в него няма вродени идеи, както приемат християните. Човешкото съзнание следователно се формира благодарение на сетивата и на натрупания опит. Човекът може да изразява много сложни идеи, но те не са породени само от заобикалящата го среда, а от разумното ѝ осмисляне. Лок приема, че човешката природа може да се променя с възрастта и да се влияе от околната среда и личните преживявания. Отхвърля концепцията за първородния грях и твърди, че хората не трябва да се борят за спасението на душата си, а за подобрението на живота, който водят.
Голямо влияние в тази посока имат радикалните твърдения, изказани от Русо. В книгата „Разсъждения върху произхода и неравенството между хората“ той започва с прочутите думи: „Човек се ражда свободен, а навсякъде е в окови“. Русо твърди, че човекът е бил най-щастлив в първобитната си фаза на развитие – без грижи, нужди и суета. Стремежът му към прогрес и способността му да разсъждава оказват фатално влияние върху него, тъй като благодарение на това се появява собствеността – най-неестественото нещо в неговия живот, тъй като тя предопределя неравенство, каквото липсва в природното състояние на човека. В друго свое произведение обаче – „Емил“ – философът дава пророчески препоръки за отглеждането и възпитанието на децата – повече внимание, повече каляване, повече досег с природата, повече изпитания на волята, които ще ги превърнат в пълноценни граждани. Тази книга има революционна роля за развитието на науката педагогика.

## Периодизация
Американският историк Хенри Мей разглежда в развитието на философията от този период четири фази, всяко от които в известна степен отрича предишната.
Първа фаза е на умереното или рационално Просвещение. Тя се асоциира с влиянието на Исак Нютон и Джон Лок. За нея е характерен религиозния компромис и възприемането на Вселената като подредена и уравновесена структура. Тази фаза на Просвещението се явява естествено продължение на хуманизма от 14—15 век в чисто светско културно направление, характеризиращо се с освен с индивидуализъм и с критично отношение към традициите. Но епохата на Просвещението е разделена от епохата на хуманизма от периодите на религиозната Реформация и католическата реакция, когато в живота в Западна Европа отново взимат превес теологичното и църковното начало. Просвещението се явява продължение на традициите не само на хуманизма, но и на протестантството и рационалното сектантство от 14 и 15 в., от които наследява идеите за политическа свобода и свобода на съвестта. Подобно на хуманизма и протестантството, в различните страни Просвещението получава местен и национален характер. Най-лесно преходът от идеите на реформаторската епоха към идеите на епохата на Просвещението се наблюдава в Англия от края на 17 и началото на 18 век, когато получават развитие идеите на деизма, които са в известна степени завършек на религиозната еволюция от епохата на Реформацията и начало на т.нар. естествена религия, която проповядват просветителите от 18 век.
Съпоставянето на духовната и светската култура във Франция постепенно довежда до дискредитирането на първата поради лицемерие и фанатизъм. Тази фаза на Просвещението се нарича скептична и е свързана с имената на Волтер, Холбах и Дейвид Хюм. За тях единственият източник на човешкото познание е непредубедения разум. Във връзка с тези термини стоят други, като: просветители, просветителска литература, просветен (или просветителски) абсолютизъм. Като синоним на тази фаза на Просвещението се употребява израза философия на 18 век.
След скептичната следва революционната фаза, асоциирана във Франция с имената на Жан-Жак Русо, а в Америка – с Томас Пейн и Томас Джеферсън.
Характерни представители на последната фаза на Просвещението, получила разпространение през 19 в., са такива философи като Томас Рид и Франсис Хътчисън, възвръщащи се към умерени възгледи, уважение към нравствеността, законността и реда. Тази фаза е наричана дидактична.

## Основни жанрове
- Мемоари
- Философски романи
- Писма

Освен век на бурното книгоиздаване, 18 век се превръща и във век на разпространение и популяризиране на енциклопедични знания във вид на брошури и множество списания като например „Енциклопедичното списание“, издавано от Пиер Русо.

## Просвещението в различните държави
Просвещението е далечен продължител на Ренесанса, но за разлика от него не остава само западноевропейско явление, а обхваща цяла Европа. В зависимост от спецификата на отделните държави, Просвещението се развива с различни черти. Така например във Франция, то придобива антиправителствен и антицърковен курс, докато в Германия е по-скоро духовно и национално движение, без да застрашава правителствата или църквата. На Балканите Просвещението е част от националното възраждане на народите. Отговорите на правителствата варират в широки граници. Във Франция крал Луи ХV е враждебен и философите воюват срещу наложената им цензура, а понякога дори са хвърляни в затвора или изпращани в изгнание. Британското правителство обикновено игнорира водачите на Просвещението в Англия и Шотландия, макар че дава на Исак Нютон рицарско звание и доходна правителствена служба.
В държавите, където идеите на просветителите вземат връх, се развива т. нар. просветен абсолютизъм. Там могъщи владетели, наричани също просветени деспоти, приветстват водачите на Просвещението, а в замяна получават от тях помощ за реформиране на системата на управление. Такива са Фридрих Велики в Прусия, Екатерина Велика в Русия, Мария-Терезия и Йозеф II в Австрия. Високопоставени министри, като маркиз де Помбал в Португалия и Йохан Фридрих Щрунзе в Дания, управляват според просветителските идеали.

### Франция
Френските историци приемат, че във Франция Просвещението започва със смъртта на Луи ХІV през 1715 г. Действително, през последвалия период на Регентството се усеща отслабване на цензурата и по-голяма свобода на мисълта. Това продължава и през управлението на кардинал Фльори. За пионер на френското Просвещение може да се смята Шарл Луи дьо Монтескьо (1689 – 1755), автор на Персийски писма (1721), в които находчиво критикува порочните страни на френския абсолютизъм от гледната точка на персийски пътешественици във Франция; пише също Разсъждения за величието и упадъка на Римляните (1734) и най-вече работата на живота му – Духът на законите (1748). Волтер (1694 – 1778) е може би най-крупната фигура измежду френските просветители: автор на Векът на Луи XIV (1751), Есе върху нравите и духа на нациите (1756), Кандид (1759) и Философски речник (1764).
Най-видимо принципите на Просвещението се проявяват в епохалното дело на Дени Дидро (1713 – 1784) и Жан Даламбер (1717 – 1783) – Енциклопедията, писана и издавана в продължение на 30 години. Този пръв по рода си опит не само показва прагматичността и почитанието към науката у просветителите, но и техният стремеж да обхванат всяка сфера на научното знание. Появата на първия том на Енциклопедията през 1751 г. символизира началото на ново отношение на човечеството към заобикалящия го свят. В началото отношението на Луи ХV към просветителите и конкретно към Енциклопедията е положително, но щом става ясно, че тя съдържа критики към постулатите на църквата, а в по-късните томове – и към принципите на абсолютната монархия, идва ред на санкциите. Действията на правителството обаче са смекчени от положителното отношение на кралската фаворитка – просветената и умна мадам Дьо Помпадур. Така че забраната да се издава Енциклопедията не се спазва и авторите дори получават прикритата подкрепа на държавата.
Оригинален и значително по-радикален във вижданията си е швейцарецът Жан-Жак Русо (1712 – 1778), който живее и работи във Франция. През 1750 г. той печели конкурс на Академията в Дижон с есето си Разсъждение за науките и изкуствата, където отрича ползата от тях, тъй като те карат хората да гледат на своите събратя по дарбите, а не по добродетелите им. Следват Разсъждение върху произхода на неравенството между хората (1755) и За обществения договор (1762). Франция дава на света още редица големи имена на Просвещението – Жак-Франсоа Блондел (архитект) и Жак-Никола Белин (хидрограф и географ), които работят за Енциклопедията, Жорж Бюфон (1707 – 1788) – биолог, известен със своята книга Естествена история (L’Histoire Naturelle). Голямо е влиянието на Жан-Антоан дьо Кондорсе (1743 – 1794) – математик и философ, който пръв прилага в обществените науки математически методи, както и на химика Антоан Лавоазие.

### Великобритания
За разлика от континенталните европейски държави Великобритания (обединена след 1707 г.) има сравнително либерално управление и енергията на британските просветители не е насочена срещу правителството или религията. Кралство Англия има своите революции през 1640 и 1688 г., има своя Бил за правата, има представителна институция в лицето на парламента. Никак не е случайно, че именно около Славната революция Джон Лок издава своите трудове. Така той всъщност обяснява теоретично действителните постижения на английския конституционализъм. Той е тясно свързан с Антъни Ашли Купър, Първи граф Шафтсбъри, който предизвиква Славната революция и ръководи парламентарната група, превърнала се по-късно в партията на вигите. С неговото име обаче се изчерпват просветителите в Англия, затова не е учудващо, че според самите английски историци в страната им не съществува явлението Просвещение.

Не е така в Шотландия. Там влиятелни мислители като Франсис Хътчисън, Адам Смит и Дейвид Хюм, прокарват пътя за модернизация на страната целия Атлантически свят. Хътчисън, бащата на шотландското Просвещение, подкрепя политическата свобода и правото за народно въстание срещу тиранията. Смит, в монументалната си творба „Богатството на народите“ (1776), се застъпва за свобода в сферата на търговията и световната икономика. Хюм развива философски понятия, които пряко повлияват Джеймс Мадисън и по този начин конституцията на САЩ. Във Великобритания от 19 век, шотландското Просвещение, както е популяризирано от Дугалд Стюарт, се превръща в основата на класическия либерализъм.

### Съединени американски щати
Под влиянието на английски и френски мислители просветителските идеи проникват и в британските колонии в Северна Америка. Когато се говори за американско просвещение, се имат предвид личности като Бенджамин Франклин и Томас Джеферсън. Франклин е много влиятелен в политическо отношение и много уважаван заради постиженията си в областта на физиката. Деист по убеждение, той внася в колониите идеите за република, свобода и религиозна толерантност. Деистите примиряват науката и религията, като отхвърлят предразсъдъците и чудесата, изискващи вяра без разбиране. Ето защо в „Библията“ на Джеферсън всичко това е отстранено. Просветителските идеи са водещи в създаването на известните документи – Декларацията за независимост от 1776 и Конституцията от 1789 г.

### Прусия и германските държави
До средата на ХVІІІ век, Просвещението в Германия се развива като интелектуална сила в музиката, философията, науката и литературата. Пруският крал Фридрих Велики, вижда себе си като лидер на Просвещението и събира философи и учени в двора си в Берлин. Той е ентусиазиран от френските идеи, докато в същото време се присмива на немската култура и не обръща внимание на забележителния ѝ напредък. Волтер, който е хвърлен в затвора от френското правителство, приема поканата на Фридрих да живее в двореца му. Кралят обяснява: „Моята основна дейност е да се боря срещу невежеството и предразсъдъците… да просветя ума, да развия морала и да направя хората толкова щастливи, колкото отговаря на човешката природа, и доколкото позволяват средствата на мое разположение.“ Други владетели също подкрепят тези идеи – като например Карл Фридрих, Велик херцог на Баден.
Кристиан Волф (1679 – 1754) е първият писател, който излага идеите на Просвещението на германските читатели, той легитимира немския като философски език. Йохан Готфрид фон Хердер (1744 – 1803) отваря нови полета във философията и поезията, и по-специално в движението Бурни устреми на проторомантизма. Ваймарският класицизъм е културно и литературно движение, основано във Ваймар, което иска да създаде нов хуманизъм чрез синтез на идеите на романтизма, класицизма и Просвещението.

### Австрия
В Хабсбургските владения Просвещението се свързва с имената на двама известни владетели – Мария-Терезия и сина ѝ Йозеф ІІ. То е наложено отгоре и предизвикано от нуждите на епохата. Мария-Терезия възлага на двама реформатори – графовете Кауниц и Хаугвиц – да въведат нови кодекси (Наказателен, Граждански), съобразно постиженията на останалите държави. Императрицата въвежда светското образование, отстранява йезуитите и през 1746 г. открива елитния колеж Терезианум. Тя отменя крепостното право. Истинската епоха на реформи в духа на Просвещението започва след смъртта ѝ. Стремежът на Йозеф ІІ към пълно преобразуване на обществото носи името „йозефинизъм“. Той често казва: „След като наследих трона и първата корона на света, аз направих философията пръв законодател в моята империя.“ Опирайки се на теоретическите постановки на Паул Ригер и Йозеф Зоненфелд, той поставя църквата под контрол на държавата, а около 500 манастира, които счита за ненужни, са затворени. През 1782 г. въвежда Едикт за толерантността. Драстично ограничава цензурата – от 4000 спрените издания на година спадат на 900. Визията на императора обаче рязко се отличава от тази на населението. Оказва се, че обществата под властта на виенския двор не са готови за предложените преобразования. Подтиквани от духовниците селяните се вдигат на въстания, които довеждат до отмяна на част от реформите.

### Италия
− В Италия Просвещението има малка роля. То се чувства на първо място в Тоскана, която е под австрийско влияние. Херцог Леополд ІІ отменя смъртното наказание и ограничава цензурата. В южните кралства (Неапол и Сицилия) водеща роля има Антонио Дженовези с влиянието си над младите хора, учещи в университетите. Той се занимава най-вече със социалната и икономическа история на Неапол. Решаващите постижения на Алесандро Волта и Луиджи Галвани в областта на електричеството се равняват на ролята, която има Пиетро Вери за икономическата мисъл – най-значим инокомист преди Адам Смит. В областта на правото най-значимата фигура е Чезаре Бекария. Неговият труд „Престъпления и наказания“ (1764), преведен на 22 езика, има голяма роля за последвалото премахване на мъченията и поставяне под въпрос на смъртното наказание. 

### Русия
Руското Просвещение се развива по времето на царица Екатерина ІІ, когато правителството активно способства за развитието на науките и изкуствата. Самата Екатерина, германка по произход, е силно благоразположена към идеите на Волтер, Дидро и Монтескьо. С първите двама тя кореспондира, а авторът на За духа на законите вдъхновява нейния Наказателен кодекс. Тя е искрено възмутена от факта, че във Франция отказват да погребат този „безбожник“ и изразява чувствата си в открито писмо. „Само няколко седмици, след като са му устроили всенародни чествания, да лишават човек от погребение, при това – такъв човек!“ През този период възникват първите руски университети, библиотеки, театри и обществени музеи. Всъщност Московският университет е основан по инициатива на големия учен Михаил Ломоносов още през 1755, при царица Елисавета. През 1764 г. Екатерина създава своя частен музей Ермитаж, в който поставя първоначално 225 картини от европейски художници. По отношение на общественото развитие обаче просвещението не постига в Русия същите резултати като в Европа. Не довежда до триумф на либералните идеи, които се възприемат отрицателно. Руските дворяни са притеснени от атаките срещу крепостното право, което не само че не е отменено, но е заздравено. Отрицателно е отношението и към Френската революция от 1789 г. – самата тя продукт на Просвещението.

### Гърция
По-долу са изброени някои от дейците на гръцкото просвещение: учители, преводачи, автори на учебници и на трудове по философия и история. Те допринасят много за преустройството на образователната система на Балканите и за разпространението на идеите на европейското Просвещение:
- Просветители в Смирна – Григориос Сарафис (Григорий Сарафа), Естатиос Петру (Евстатий), Вениамен Лесбоски (Вениамин), Теофилос Каирис (Каири) (учител на Константин Фотинов)
- Просветители на о-в Хиос – Константинос Икономос (Константин Иконому), Константинос Кумас (Кума), Стефанос Икономос (Стефан Иконому)
- Неофитос Вамвас, Константинос Вардалахос

## Историческо значение
През 18 век общоевропейско значение получава френската просветителска литература в лицето на Волтер, Монтескьо, Жан-Жак Русо, Дени Дидро и др. писатели. Общата им черта е господството на рационализма, критикуващ Франция по въпроси от политически и социален характер, във време когато немските просветители са заети с разрешението на религиозни и морални въпроси.
Основните стремежи на Просвещението са намирането, по пътя на разума, на естествените принципи на човешкия живот (естествена религия, естествено право, естествения ред на икономическия живот и т.н.). От гледна точка на тези разумни и естествени начала, се повдигат критики към всички исторически насложили се и фактически съществуващи форми и отношения. Под влияние на идеите на Просвещението се предприемат реформи, които трябва да преустроят целия обществен живот (просветения абсолютизъм и френската революция). В началото на 19 в. Просвещението предизвиква реакция, която, от една страна, е стремеж към възвръщане към стария теологически светоглед, от друга – обръщане към изучаването на историческите дейности, които са до голяма степен пренебрегвани от идеолозите през 18 в.
Още през същия век се правят опити за определянето на основния характер на Просвещението. От тези опити най-голямо внимание заслужава Имануел Кант („Beantwortung der Frage: was ist Aufklärung?“, 1784 г.). Просвещението не е замяна на едни догматични идеи с други, а самостоятелен поглед. В този смисъл Кант заявява, че това е просто свободата да се използва своя собствен интелект.
Съвременната европейска философска и политическа мисъл, например, либерализма, до голяма степен черпи своите основания от епохата на Просвещението. Съвременните философи считат за основни добродетели на Просвещението строгия геометричен ред на съжденията, редукционизма и рационализма, противопоставящи се на емоционалността и ирационализма. В това отношение, либерализмът е свързан с Просвещение чрез своята философска база и критично отношение към нетърпимостта и предразсъдъците. Сред известните философи, придържащи се към подобни възгледи са например Исая Берлин и Хабермас.
Идеите на Просвещението лежат също така в основата на политическата свобода и демокрация като базови ценности на съвременното общество, а също и като организация на държавата като република, религиозна толерантност, търговски механизми, капитализъм, научни методи. Започвайки с епохата на Просвещението, мислителите настояват на своето право да търсят истината, каквото и да е тя и по какъвто и начин да застрашава социалната тъкан, без да бъдат подлагани на заплахи за възмездие.
След Втората световна война, заедно със зараждането на постмодернизма, някои особености на съвременните философия и наука започват да се разглеждат като недостатъци: прекомерната специализация, невнимание към традициите, непредсказуемостта и опасността от непредвидени последствия, както и нереалистичната оценка и романтичен ореол на дейността през Просвещението. Макс Хоркхаймер и Теодор Адорно даже считат, че Просвещението косвено поражда тоталитаризма.